# Sprzedaż bezpośrednia
Sprzedaż bezpośrednia (ang. direct sale, franc. vente directe) – jedna z form sprzedaży detalicznej. Polega ona na dotarciu przez sprzedawcę bezpośrednio do potencjalnego klienta w jego miejscu zamieszkania, miejscu pracy lub w czasie specjalnie zorganizowanego wyjazdu "turystycznego". Wywodzi się ona z handlu prowadzonego poprzez domokrążców – komiwojażerów.

## Charakterystyka kontaktu z klientem
W dobie kiedy podaż przewyższa popyt sprzedawca stara się nadać oferowanemu towarowi cechy szczególne, które mają stworzyć wrażenie wyjątkowości, przez co skłonić potencjalnego klienta do zakupu. Stosuje się tu następujące formy argumentacji:
- oferowany towar jest produktem wyjątkowo innowacyjnym,
- oferowany towar jest dostępny tylko w tej formie sprzedaży,
- oferowany towar ma znacznie niższą cenę niż na półce sklepowej.

## Aspekty prawne
W niektórych krajach wprowadzono ograniczenia w sprzedaży bezpośredniej. Polegają one na:
- zakazie sprzedaży produktów bądź usług przez osoby niebędące pracownikami dostawcy,
- zakazie sprzedaży produktów bądź usług niebędących własnością sprzedawcy, a więc zakazie zmuszania sprzedawcy do ich zakupu w celu dalszej odsprzedaży.

W Polsce towary zakupione w tej formie sprzedaży, zgodnie z obowiązującym prawem, mogą być zwrócone sprzedającemu w ciągu 14 dni od daty zakupu, pod pewnymi warunkami, bez podania przyczyny zwrotu.

## Obawy i zagrożenia
Organizacja sprzedawców w wielopoziomowe sieci (MLM) spotyka się z posądzeniem o stosowanie psychomanipulacji oraz technik socjotechnicznych.